# Lower Penn
Lower Penn – wieś w Anglii, w hrabstwie Staffordshire, w dystrykcie South Staffordshire. Leży 29 km na południe od miasta Stafford i 183 km na północny zachód od Londynu. W 2001 miejscowość liczyła 974 mieszkańców.